# Eijirō Tōno
Pour les articles homonymes, voir Tono (homonymie).
Eijirō Tōno (東野英治郎, Tōno Eijirō) est un acteur japonais, né le 17 septembre 1907 à Tomioka dans la préfecture de Gunma et mort le 8 septembre 1994 à Tokyo, à la suite de problèmes d'insuffisance cardiaque.

## Biographie
Issu du shingeki, il a marqué le cinéma japonais par des rôles secondaires comme celui du ravisseur qu'il a joué dans Les Sept Samouraïs d'Akira Kurosawa mais aussi dans Le Garde du corps, Kill, la Forteresse des samouraïs, Voyage à Tokyo ou encore Tora ! Tora ! Tora !. Il est surtout connu à la télévision pour avoir joué le rôle-titre de la série Mito Kōmon (1969-1983).
Son fils, Eishin Tōno (ja), a également été acteur mais n'a pas été aussi prolifique que son père.
Eijirō Tōno a tourné dans près de 250 films entre 1936 et 1990.

## Filmographie partielle

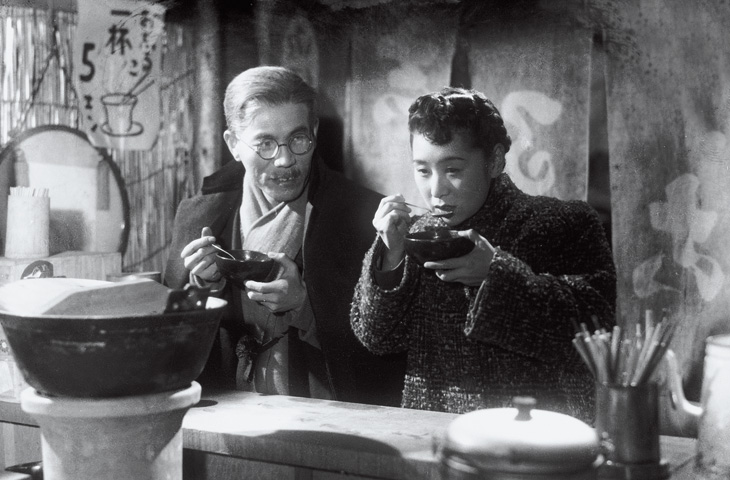
Eijirō Tōno et Kinuyo Tanaka dans Le Mariage (1947).

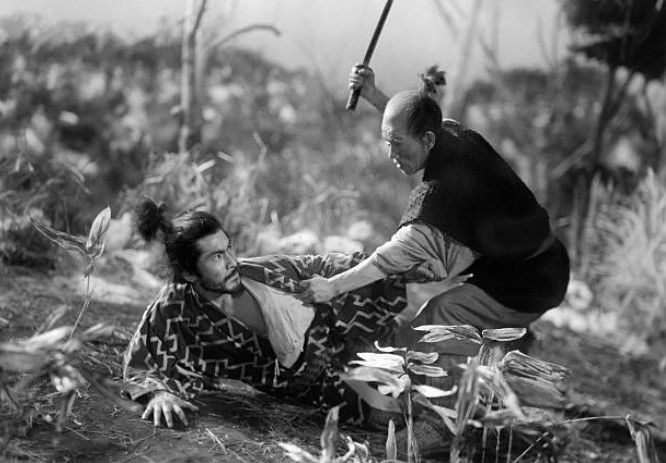
Toshirō Mifune et Eijirō Tōno dans Sengoku burai (1952).

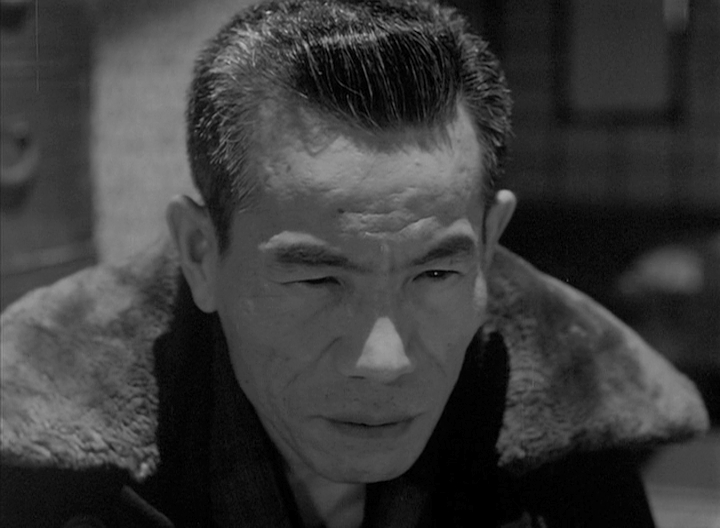
Eijirō Tōno dans L'Oie sauvage (1953).

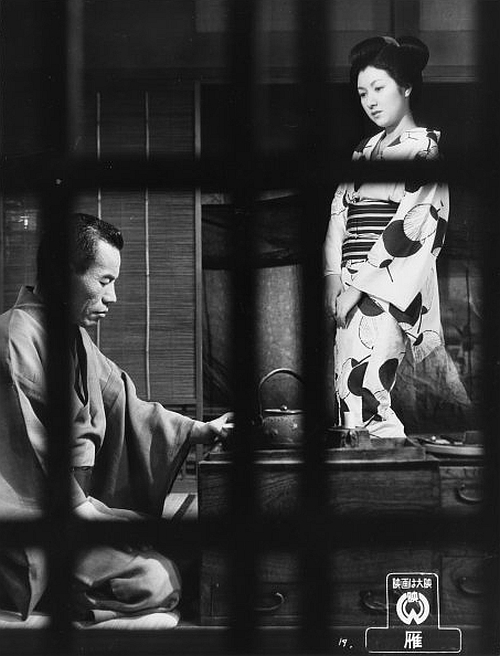
Eijirō Tōno et Hideko Takamine dans L'Oie sauvage (1953).

- 1944 : La Ville en liesse (歓呼の町, Kanko no machi?) de Keisuke Kinoshita : le père de Shingo
- 1944 : L'Armée (陸軍, Rikugun?) de Keisuke Kinoshita : Tsunesaburō Sakuragi
- 1945 : Les Demoiselles d'Izu (伊豆の娘たち, Izu no musumetachi?) de Heinosuke Gosho : Tokujiro Murakami
- 1947 : Le Mariage (結婚, Kekkon?) de Keisuke Kinoshita : Kōhei
- 1947 : L'Amour de l'actrice Sumako (女優須磨子の恋, Joyū Sumako no koi?) de Kenji Mizoguchi : Shoyo Tsubouchi
- 1949 : Chien enragé (野良犬, Nora-inu?) d'Akira Kurosawa
- 1951 : Le Fard de Ginza (銀座化粧, Ginza Keshō?) de Mikio Naruse : Hyōbei Sugano
- 1952 : La Belle et le Voleur (美女と盗賊, Bijo to tozoku?) de Keigo Kimura : Jurota
- 1952 : Sengoku burai (戦国無頼?) de Hiroshi Inagaki
- 1952 : Les Enfants d'Hiroshima (原爆の子, Genbaku no ko?) de Kaneto Shindō
- 1953 : Voyage à Tokyo (東京物語, Tokyo monogatari?) de Yasujirō Ozu : Sanpei Numata
- 1953 : L'Oie sauvage (雁, Gan?) de Shirō Toyoda : Suezō, l'usurier
- 1954 : Les Médailles (勲章, Kunsho?) de Minoru Shibuya
- 1954 : Les Sept Samouraïs (七人の侍, Shichinin no samurai?) d'Akira Kurosawa : le bandit kidnappeur
- 1954 : Quartier sans soleil (太陽のない街, Taiyo no nai machi?) de Satsuo Yamamoto
- 1954 : Kuroi ushio (黒い潮?) de Sō Yamamura
- 1955 : Journal d'un policier (警察日記, Keisatsu nikki?) de Seiji Hisamatsu
- 1955 : Les Loups (狼, Okami?) de Kaneto Shindō
- 1955 : Duel à Ichijoji (続宮本武蔵 一乗寺の決闘, Zoku Miyamoto Musashi : Ichijōji no kettō?) de Hiroshi Inagaki : Baiken Shishido
- 1955 : Vivre dans la peur (生きものの記録, Ikimono no kiroku?) d'Akira Kurosawa : le vieil homme du Brésil
- 1956 : L'Étrange amour de la dame blanche (白夫人の妖恋, Byaku fujin no yoren?) de Shirō Toyoda
- 1956 : Rivière de nuit (夜の河, Yoru no kawa?) de Kōzaburō Yoshimura
- 1956 : Aya ni ai shiki (あやに愛しき?) de Jūkichi Uno
- 1956 : Vampire Moth (吸血蛾, Kyuketsuki-ga?) de Nobuo Nakagawa
- 1956 : Nuages au crépuscule (夕やけ雲, Yūyake-gumo?) de Keisuke Kinoshita
- 1957 : Une histoire d'Osaka (大阪物語, Osaka Monogatari?) de Kōzaburō Yoshimura : Hoshino, un samouraï
- 1957 : Un amour pur (純愛物語, Jun'ai monogatari?) de Tadashi Imai
- 1957 : La Rivière noire (黒い河, Kuroi kawa?) de Masaki Kobayashi : Kurihara
- 1957 : Les Bas-fonds (どん底, Donzoko?) d'Akira Kurosawa : Tomekichi (le vieux rétameur)
- 1958 : La Lumière des lucioles (螢火, Hotarubi?) de Heinosuke Gosho
- 1958 : Les Tambours de la nuit (夜の鼓, Yoru no tsuzumi?) de Tadashi Imai
- 1958 : Le Héron blanc (白鷺, Shirasagi?) de Teinosuke Kinugasa : Okita
- 1959 : Une histoire d'amour de Naniwa (浪花の恋の物語, Naniwa no koi no monogatari?) de Tomu Uchida : Tobei
- 1960 : Histoire singulière à l'est du fleuve (濹東綺譚, Bokutō kitan?) de Shirō Toyoda : le professeur Yamai
- 1961 : Le Garde du corps (用心棒, Yojimbo?) d'Akira Kurosawa : Gonji, le tenancier de la taverne
- 1961 : Cochons et Cuirassés (豚と軍艦, Buta to gunkan?) de Shōhei Imamura : Kan'ichi
- 1961 : La Dernière Guerre de l'Apocalypse (世界大戦争, Sekai daisensō?) de Shuei Matsubayashi
- 1961 : Un amour éternel (永遠の人, Eien no hito?) de Keisuke Kinoshita : un policier
- 1962 : Le Goût du saké (秋刀魚の味, Sanma no aji?) de Yasujirō Ozu : Sakuma, la "gourde"
- 1962 : La Ville des coupoles (キューポラのある街, Kyūpora no aru machi?) de Kiriro Urayama : Tatsugorō Ishiguro, le père de Jun
- 1962 : La Source thermale d'Akitsu (秋津温泉, Akitsu Onsen?) de Yoshishige Yoshida : un prêtre
- 1963 : Contes cruels du Bushido (武士道残酷物語, Bushidô zankoku monogatari?) de Tadashi Imai : Shibiku-Shosuke Hori
- 1963 : Kyoto (古都, Koto?) de Noboru Nakamura : Sosuke Otomo
- 1964 : Seul contre tous à Ichijoji (宮本武蔵 一乗寺の決斗, Miyamoto Musashi: Ichijōji no kettō?) de Tomu Uchida : Haiya
- 1964 : Fleur pâle (乾いた花, Kawaita hana?) de Masahiro Shinoda : chef yakuza
- 1965 : Fantômes japonais (四谷怪談, Yotsuya Kaidan?) de Shirō Toyoda : un prêtre
- 1965 : Le Sabre de la bête (獣の剣, Kedamono no ken?) de Hideo Gosha : ministre
- 1968 : Kill, la Forteresse des samouraïs (斬る, Kiru?) de Kihachi Okamoto : Moriuchi Hiyogo
- 1969 : Goyokin, l'or du shogun (御用金, Goyōkin?) de Hideo Gosha
- 1969 : C'est dur d'être un homme : Maman chérie (続・男はつらいよ, Zoku otoko wa tsurai yo?) de Yōji Yamada : Sanpo Tsubouchi
- 1970 : Fuji sanchō (富士山頂?) de Tetsutarō Murano
- 1970 : Tora ! Tora ! Tora ! de Richard Fleischer : le Vice-Amiral Chūichi Nagumo
- 1977 : L'Île de la prison (獄門島, Gokumon-tō?) de Kon Ichikawa
- 1983 : La Taverne Chōji (居酒屋兆治, Izakaya Chōji?) de Yasuo Furuhata : Matsukawa

## Doublage
- 1968 : Horus, prince du Soleil (太陽の王子 ホルスの大冒険, Taiyō no ōji : Horus no daibōken?) d'Isao Takahata : voix de Ganko

## Distinctions
Sauf indication contraire, les informations mentionnées dans cette section peuvent être confirmées par la base de données cinématographiques IMDb,  présente dans la section « Liens externes ».

### Décoration
- 1973 : Médaille au ruban pourpre

### Récompenses
- 1955 : prix Blue Ribbon du meilleur second rôle pour Kuroi ushio et Les Médailles[4]
- 1957 : prix Mainichi du meilleur second rôle pour Rivière de nuit, Aya ni ai shiki et Nuages au crépuscule[5]
- 1963 : prix Mainichi du meilleur second rôle pour Le Goût du saké et La Ville des coupoles[6]